# Robert I Fryzyjski
Robert I, zwany Fryzyjskim (1028/1033 - 13 października 1093) – hrabia Flandrii, młodszy syn hrabiego Baldwina V i Adelajdy, córki króla Francji Roberta II Pobożnego.
W młodości brał udział w walkach z muzułmanami w Hiszpanii. Aby zabezpieczyć północne granice hrabstwa Flandrii, Robert został ożeniony z Gertrudą (ok. 1030–1113), córką Bernarda II Billunga, księcia saskiego, oraz Eiliki, córki Henryka ze Schweinfurtu, wdowę po hrabim Holandii Florisie I. Robert i Gertruda mieli razem dwóch synów i trzy córki:
- Robert II Jerozolimski (ok. 1065 - 5 października 1111), hrabia Flandrii
- Adelajda (zm. 1115), żona Kanuta IV Świętego, króla Danii (miała z nim syna Karola, późniejszego hrabiego Flandrii), oraz Rogera Borsy, księcia Apulii
- Gertruda, żona Thierry'ego II, księcia Lotaryngii, była matką Thierry'ego Alzackiego, późniejszego hrabiego Flandrii
- Filip z Loo (zm. 1127), jego nieślubny syn, Wilhelm z Ypres, pretendował to tytułu hrabiego Flandrii
- Ogiva, opatka klasztoru w Mesen

Robert był wraz z żoną regentem w okresie małoletności jej syna z pierwszego małżeństwa, hrabiego Dirka V. Ten nadał Robertowi w lenno ziemie we Fryzji, skąd wziął się przydomek Roberta.
W 1070 r. zmarł starszy brat Roberta, Baldwin VI Flandryjski, pozostawiając dwóch nieletnich synów, z których najstarszy, Arnulf III Nieszczęśliwy, został jego dziedzicem w hrabstwach Flandrii i Hainaut. Ze swoimi pretensjami do tego pierwszego hrabstwa wystąpił jednak Robert i, pomimo uzyskania przez Arnulfa pomocy króla Francji Filipa I, pokonał bratanka 22 lutego 1071 r. pod Cassell. Arnulf zginął na polu bitwy, a Robert został kolejnym hrabią Flandrii.
Zerwał sojusz Flandrii z Danią i przeszedł do obozu papieża Grzegorza VII. Udało mu się podporządkować sobie flandryjski kler. Wspierał swojego krewniaka Roberta Krótkoudego w jego konflikcie z ojcem, królem Anglii Wilhelmem Zdobywcą. W 1077 r. przekazał część władzy swojemu najstarszemu synowi, Robertowi. W 1085 r. wyruszył na pielgrzymkę do Jerozolimy. Poza Flandrią przebywał 6 lat, odwiedzając klasztor św. Katarzyny na górze Synaj i wspomagając cesarza bizantyjskiego Aleksego I w walkach z Bułgarami. Zmarł w 1093 r.